# Olga Flor

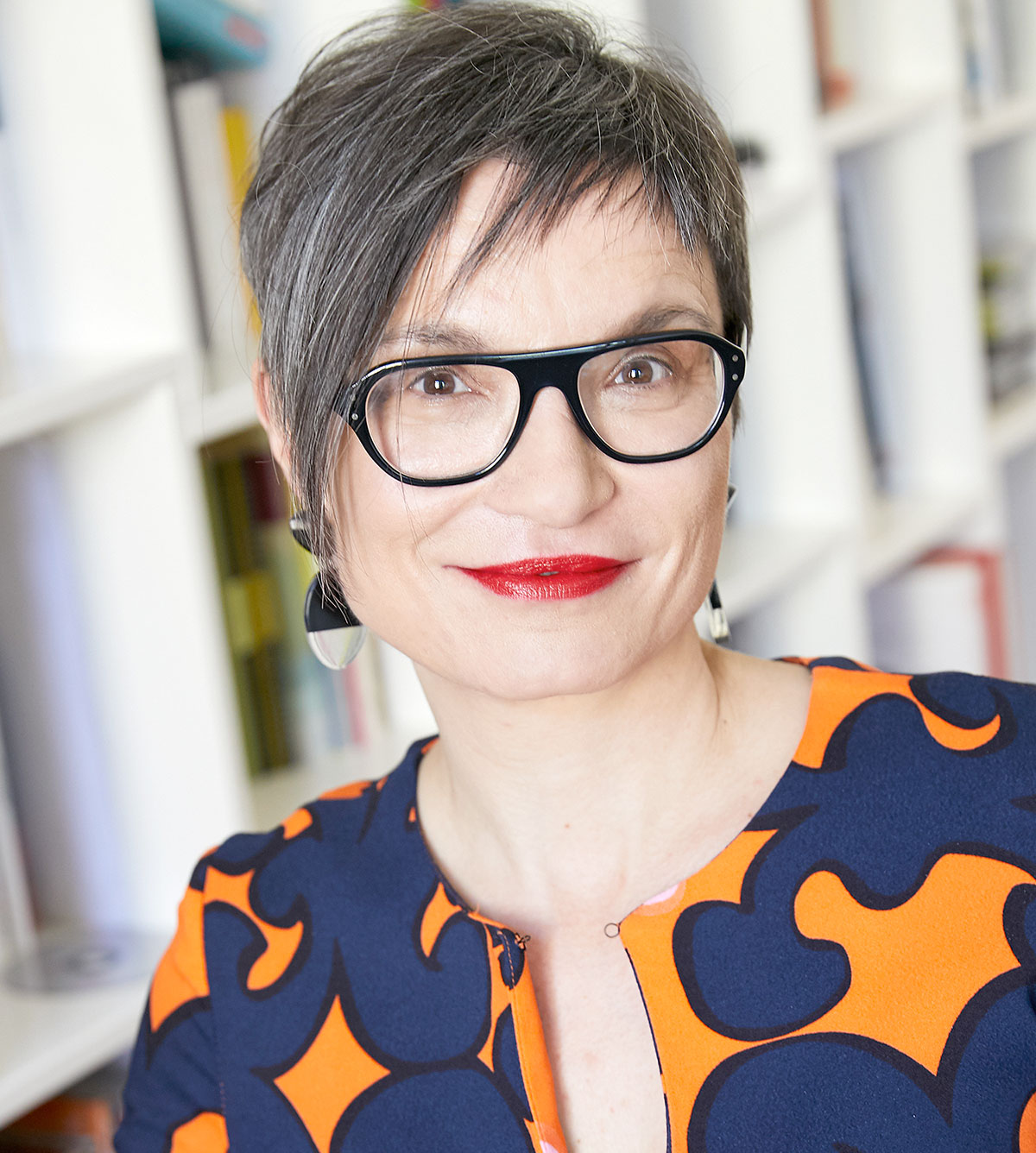
Olga Flor

Olga Flor née le 25 janvier 1968 à Vienne est une femme de lettres autrichienne.

## Biographie
Elle grandit à Vienne, Cologne et Graz et étudie la physique et l'histoire à l'Université de Graz. Elle a travaillé pour des entreprises multimédia, écrit quelques livres et gagné des prix littéraires comme le Prix Anton-Wildgans en  2013.
Elle est membre de la Grazer Autorinnen Autorenversammlung.

## Œuvres
- Erlkönig, 2002
- Talschluss, 2005
- Kollateralschaden, 2008
- Die Königin ist tot, 2012
- Ich in Gelb, 2015
- Klartraum, 2017
- Politik der Emotion, 2018